# Gátova
Gátova – gmina w Hiszpanii, w prowincji Walencja, we wspólnocie autonomicznej Walencja, o powierzchni 30,41 km². W 2011 roku liczyła 429 mieszkańców.